# نيكولا ميلويسنيك
نيكولا ميلويسنيك (بالإنجليزية: Nikola Mileusnic)‏ (17 مارس 1993 بأديلايد في أستراليا - ) هو لاعب كرة قدم أسترالي في مركز الوسط.

## روابط خارجية
- نيكولا ميلويسنيك على موقع قاعدة بيانات كرة القدم.إي يو (الإنجليزية)
- نيكولا ميلويسنيك على موقع Soccerway.com (الإنجليزية)